# Reyer Venezia 1983-1984
Questa voce raccoglie le informazioni riguardanti la Reyer Venezia nelle competizioni ufficiali della stagione 1983-1984.

## Stagione
La Reyer con sponsor Carrera disputa il campionato di Serie A2 di pallacanestro maschile 1983-1984 terminando al 5º posto (su 16 squadre) a pari punti con la quarta classificata (Rimini) che venne promossa per differenza canestri. Nella stessa stagione la Reyer arrivò ai quarti di finale di Coppa Korac

## Roster
- Egidio Dalle Vedove
- Roscoe Pondexter
- Loris Barbiero
- Massimo Bini
- Alessandro Boni
- Fabio Bortolini
- Giovanni Grattoni
- Otello Savio
- Carlo Spillare
- Piero Ceron
- Claudio Soro
- Floyd Allen[1]
- Allenatore: Waldi Medeot[2]
- Vice allenatore: